# Gonodonta unica
Gonodonta unica là một loài bướm đêm trong họ Noctuidae.